# ブルック・スミス (女優)
ブルック・スミス（Brooke Smith、1967年5月22日 - ）は、アメリカ合衆国の女優である。

## 来歴
ニューヨーク州ニューヨークにて生まれる。母はロバート・レッドフォード、ショーン・ペン、ミシェル・ファイファーなどの広報を担当していたロイス・スミスである。
アメリカン・アカデミー・オブ・ドラマティック・アーツにて演劇を学ぶ。
映画『モダーンズ』でデビュー。1991年に映画『羊たちの沈黙』に連続殺人鬼に誘拐されるキャサリン・マーティン役で出演。役に合わせて10キロ体重を増やして演じた。
2006年より『 グレイズ・アナトミー 恋の解剖学』の第2、第3シーズンに心臓外科医でバークのライバルであるエリカ・ハーン役でゲスト出演。イザイア・ワシントン降板後の第4シーズンからレギュラー出演している。ちなみに同ドラマのレギュラー出演が決定したことでドラマ『ダーティー・セクシー・マネー』を第1シーズン第1話をもって降板している。（代役はシェリル・リーが演じた。）しかし第5シーズン中盤で突然の降板となった。

### 私生活
1999年1月にロシア人の撮影監督Steve Lubensky氏と結婚。2001年に長女が誕生。2008年にはエチオピアから養女を迎えた。

## 主な出演作品

### 映画
| 公開年 | 邦題 原題                                                 | 役名                   | 備考       |
| ------ | --------------------------------------------------------- | ---------------------- | ---------- |
| 1988   | モダーンズ Moderns                                        | アビガイル             |            |
| 1991   | 羊たちの沈黙 The Silence of the Lambs                     | キャサリン・マーティン |            |
| 1993   | 最高の恋人 Mr. Wonderful                                  | ジャン                 |            |
| 1994   | 42丁目のワーニャ Vanya on 42nd Street                     | ソーニャ               |            |
| 1996   | トゥリーズ・ラウンジ Trees Lounge                         | ティナ                 |            |
| 1996   | カンザス・シティ Kansas City                              | ベイブ・フリン         |            |
| 1999   | ランダム・ハーツ Random Hearts                            | サラ                   |            |
| 2001   | シリーズ7/ザ・バトル・ロワイアル Series 7: The Contenders | ドーン                 |            |
| 2001   | バーバー The Man Who Wasn't There                         | 泣く囚人               |            |
| 2002   | 9デイズ Bad Company                                       | スワンソン             |            |
| 2004   | アイアン・エンジェルズ/自由への闘い Iron Jawed Angels     | メイベル               | テレビ映画 |
| 2004   | メリンダとメリンダ Melinda and Melinda                    | キャシー               |            |
| 2005   | イン・ハー・シューズ In Her Shoes                         | エイミー               |            |
| 2006   | その名にちなんで The Namesake                             | サリー                 |            |
| 2010   | フェア・ゲーム Fair Game                                  | ダイアナ               |            |
| 2017   | 心のカルテ To the Bone                                    | オリーヴ               |            |
| 2018   | エンド・オブ・ハイスクール Dude                           | ロレイン               |            |
| 2019   | スキャンダル Bombshell                                    | イレーナ・ブリガンテ   |            |

### テレビシリーズ
| 放映年         | 邦題 原題                                                       | 役名                                                 | 備考                  |
| -------------- | --------------------------------------------------------------- | ---------------------------------------------------- | --------------------- |
| 1996,2005,2007 | ロー&オーダー Law & Order                                       | マーゴット・ベル(1996,2005) ミズ・カークランド(2007) | 異なる役で3エピソード |
| 1999           | ホミサイド/殺人捜査課 Homicide: Life on the Street              | ジョセリン・ピット                                   | 1エピソード           |
| 2002           | LAW & ORDER:犯罪心理捜査班 Law & Order: Criminal Intent         | テッサ・ランキン                                     | 1エピソード           |
| 2004           | シックス・フィート・アンダー Six Feet Under                     | キャロリン・ポープ                                   | 3エピソード           |
| 2006-2008      | グレイズ・アナトミー 恋の解剖学 Grey's Anatomy                  | エリカ・ハーン                                       | 25エピソード          |
| 2007           | 女検死医ジョーダン Crossing Jordan                              | ケイト・スウィッツァー                               | 13エピソード          |
| 2007           | ダーティー・セクシー・マネー Dirty Sexy Money                   | アンドレア・スミスソン                               | 1エピソード           |
| 2007           | Weeds ママの秘密 Weeds                                          | ヴァレリー・スコットソン                             | 4エピソード           |
| 2010           | クリミナル・マインド FBI行動分析課 Criminal Minds               | バーバラ・リンチ                                     | 1エピソード           |
| 2012           | LAW & ORDER:性犯罪特捜班 Law & Order: Special Victims Unit      | デリア・ウィルソン                                   | 3エピソード           |
| 2012           | アメリカン・ホラー・ストーリー:精神科病棟 American Horror Story | ガードナー博士                                       | 1エピソード           |
| 2013           | レイ・ドノヴァン ザ・フィクサー Ray Donovan                     | フランシス                                           | 7エピソード           |
| 2013           | THE FALL 警視ステラ・ギブソン The Fall                          | サリー・アン・スペクター                             |                       |
| 2017           | ベイツ・モーテル Bates Motel                                    | ジェーン・グリーン                                   |                       |
| 2025           | ザ・リクルート シーズン2 The Recruit                            | マーシー・ポッター                                   |                       |